# Zwemmen op de Olympische Zomerspelen 2016 – 200 meter rugslag vrouwen
De 200 meter rugslag vrouwen op de Olympische Zomerspelen 2016 vond plaats op 11 augustus, series en halve finales, en 12 augustus 2016, finale. Omdat het zwembad waarin de wedstrijd gehouden werd 50 meter lang is, bestond de race uit vier baantjes. Na afloop van de series kwalificeerden de zestien snelste zwemmers zich voor de halve finales, de snelste acht uit de halve finales gingen door naar de finale. Regerend olympisch kampioene was Missy Franklin uit de Verenigde Staten.

## Records
Voorafgaand aan het toernooi waren dit het wereldrecord en het olympisch record
| Wereldrecord     | Missy Franklin | 2.04,06 | Londen | 3 augustus 2012 |
| Olympisch record | Missy Franklin | 2.04,06 | Londen | 3 augustus 2012 |

## Uitslagen

### Series
| Rang | Serie | Baan | Naam                    | Land             | Tijd    | Bijz. |
| ---- | ----- | ---- | ----------------------- | ---------------- | ------- | ----- |
| 1    | 3     | 4    | Katinka Hosszú          | Hongarije        | 2:06.09 | Q     |
| 2    | 3     | 3    | Hilary Caldwell         | Canada           | 2:07.40 | Q     |
| 3    | 3     | 5    | Madeline Dirado         | Verenigde Staten | 2:08.60 | Q     |
| 4    | 2     | 6    | Lisa Graf               | Duitsland        | 2:08.67 | Q     |
| 4    | 4     | 5    | Belinda Hocking         | Australië        | 2:08.67 | Q     |
| 6    | 3     | 7    | Liu Yaxin               | China            | 2:08.84 | Q     |
| 7    | 2     | 3    | Dominique Bouchard      | Canada           | 2:08.87 | Q     |
| 8    | 4     | 3    | Daryna Zevina           | Oekraïne         | 2:08.88 | Q     |
| 9    | 3     | 2    | Kirsty Coventry         | Zimbabwe         | 2:08.91 | Q     |
| 10   | 4     | 4    | Emily Seebohm           | Australië        | 2:09.00 | Q     |
| 11   | 2     | 4    | Missy Franklin          | Verenigde Staten | 2:09.36 | Q     |
| 12   | 4     | 2    | Eygló Ósk Gústafsdóttir | IJsland          | 2:09.62 | Q     |
| 13   | 2     | 5    | Darja Oestinova         | Rusland          | 2:09.96 | Q     |
| 14   | 3     | 6    | Anastasia Fesikova      | Rusland          | 2:10.39 | Q     |
| 15   | 2     | 2    | Matea Samardžić         | Kroatië          | 2:10.51 | Q     |
| 16   | 4     | 6    | Jenny Mensing           | Duitsland        | 2:10.68 | Q     |
| 17   | 2     | 7    | Margherita Panziera     | Italië           | 2:10.92 |       |
| 18   | 4     | 7    | Claudia Lau             | Hongkong         | 2:10.94 |       |
| 19   | 2     | 1    | Duane da Rocha          | Spanje           | 2:11.17 |       |
| 20   | 2     | 8    | Alicja Tchórz           | Polen            | 2:11.40 |       |
| 21   | 1     | 5    | Ekaterina Avramova      | Turkije          | 2:12.98 |       |
| 22   | 3     | 1    | Réka György             | Hongarije        | 2:12.99 |       |
| 23   | 1     | 4    | Simona Baumrtova        | Tsjechië         | 2:13.26 |       |
| 24   | 1     | 3    | Martina van Berkel      | Zwitserland      | 2:13.46 |       |
| 25   | 4     | 8    | África Zamorano         | Spanje           | 2:13.74 |       |
| 26   | 3     | 8    | Natsumi Sakai           | Japan            | 2:13.99 |       |
| 27   | 4     | 1    | Chen Jie                | China            | 2:14.18 |       |
| 28   | 1     | 6    | Yessy Yosaputra         | Indonesië        | 2:20.88 |       |

### Halve finales
| Rang | Naam                    | Land             | Tijd    | Serie | Baan | Bijz. |
| ---- | ----------------------- | ---------------- | ------- | ----- | ---- | ----- |
| 1    | Katinka Hosszú          | Hongarije        | 2.06,03 | 2     | 4    | Q     |
| 2    | Hilary Caldwell         | Canada           | 2.07,17 | 1     | 4    | Q     |
| 3    | Madeline Dirado         | Verenigde Staten | 2.07,53 | 2     | 5    | Q     |
| 4    | Liu Yaxin               | China            | 2.07,56 | 1     | 3    | Q     |
| 5    | Belinda Hocking         | Australië        | 2.07,83 | 2     | 3    | Q     |
| 6    | Kirsty Coventry         | Zimbabwe         | 2.08,83 | 2     | 2    | Q     |
| 7    | Eygló Ósk Gústafsdóttir | IJsland          | 2.08,84 | 1     | 7    | Q     |
| 7    | Darja Oestinova         | Rusland          | 2.08,84 | 2     | 1    | Q     |
| 9    | Daryna Zevina           | Oekraïne         | 2.09,07 | 1     | 6    |       |
| 9    | Dominique Bouchard      | Canada           | 2.09,07 | 2     | 6    |       |
| 11   | Anastasia Fesikova      | Rusland          | 2.09,12 | 1     | 1    |       |
| 12   | Emily Seebohm           | Australië        | 2.09,39 | 1     | 2    |       |
| 13   | Lisa Graf               | Duitsland        | 2.09,56 | 1     | 5    |       |
| 14   | Missy Franklin          | Verenigde Staten | 2.09,74 | 2     | 7    |       |
| 15   | Matea Samardžić         | Kroatië          | 2.09,83 | 2     | 8    |       |
| 16   | Jenny Mensing           | Duitsland        | 2.10,15 | 1     | 8    |       |

### Finale
| Rang   | Naam                    | Land             | Tijd    | Baan | Bijz. |
| ------ | ----------------------- | ---------------- | ------- | ---- | ----- |
| Goud   | Madeline Dirado         | Verenigde Staten | 2.05,99 | 3    |       |
| Zilver | Katinka Hosszú          | Hongarije        | 2.06,05 | 4    |       |
| Brons  | Hilary Caldwell         | Canada           | 2.07,54 | 5    |       |
| 4      | Darja Oestinova         | Rusland          | 2.07,89 | 8    |       |
| 5      | Belinda Hocking         | Australië        | 2.08,02 | 2    |       |
| 6      | Kirsty Coventry         | Zimbabwe         | 2.08,80 | 7    |       |
| 7      | Liu Yaxin               | China            | 2.09,03 | 6    |       |
| 8      | Eygló Ósk Gústafsdóttir | IJsland          | 2.09,44 | 1    |       |